# Шевченко Василь Віталійович
Васи́ль Віта́лійович Шевче́нко (13 грудня 1988, с. Білоусівка, Драбівський район, Черкаська область, Українська РСР — 25 квітня 2017, с-ще Піски, Ясинуватський район, Донецька область, Україна) — український десантник, солдат Збройних сил України, учасник російсько-української війни.

## Життєпис
Народився 1988 року в селі Білоусівка на Черкащині. З 1995 по 2006 рік навчався у Білоусівській загальноосвітній школі.
Під час російської збройної агресії проти України проходив військову службу за контрактом.
Солдат, снайпер 3-ї десантно-штурмової роти 1-го десантно-штурмового батальйону 80-ї окремої десантно-штурмової бригади, в/ч А0284, м. Львів.
Загинув 25 квітня 2017 року від смертельного поранення в голову у селищі Піски Ясинуватського району.
Похований на кладовищі села Білоусівка.
Залишились батьки, — Віталій Григорович і Любов Іванівна Шевченки, та трирічна донька.

## Нагороди та звання
- Указом Президента України № 259/2017 від 2 вересня 2017 року, за особисту мужність і самовіддані дії, виявлені у захисті державного суверенітету та територіальної цілісності України, зразкове виконання військового обов'язку, нагороджений орденом «За мужність» III ступеня (посмертно)[4].
- Нагороджений Почесною відзнакою «За заслуги перед Черкащиною» (посмертно).

## Вшанування пам'яті
25 квітня 2018 року у селі Білоусівка на фасаді Білоусівської ЗОШ І-ІІІ ст. урочисто відкрили меморіальну дошку полеглому на війні випускнику школи Василю Шевченку.